# Наньао
Наньа́о (кит. упр. 南澳, пиньинь Nán'ào) — уезд городского округа Шаньтоу провинции Гуандун (КНР).

## История
Исторически эти места были частью уезда Жаопин. В отдельный уезд прибрежные острова были выделены в 1912 году.
После вхождения в состав КНР уезд оказался в составе Специального района Чаошань (潮汕专区). В 1952 году Специальный район Чаошань был расформирован, и уезд вошёл в состав Административного района Юэдун (粤东行政区). В конце 1955 года было принято решение о расформировании Административных районов, и с 1956 года уезд вошёл в состав нового Специального района Шаньтоу (汕头专区). В 1958 году уезд был присоединён к уезду Жаопин, но уже в 1959 году был воссоздан.
В 1970 году Специальный район Шаньтоу был переименован в Округ Шаньтоу (汕头地区).
Постановлением Госсовета КНР от 13 июля 1983 года округ Шаньтоу был преобразован в городской округ Шаньтоу.

## Административное деление
Уезд делится на 3 посёлка.